# Titiyo (musikalbum)
Titiyo är den svenska sångerskan Titiyos debutalbum, utgivet 1990. Skivan rankades av Sonic Magazine i juni 2013 som det 35:e bästa svenska albumet någonsin.

## Låtlista
1. Flowers – 3:58
2. Do My Thing – 6:00
3. Peace and Quiet – 5:14
4. I Know You Better – 3:50
5. Waiting for You – 4:15
6. After the Rain – 3:48
7. Body and Mind – 3:56
8. Break My Heart – 4:32
9. L.O.V.E. – 4:42
10. Man in the Moon – 3:58
11. Doin' His Thing – 5:48

## Medverkande
- Papa Dee – rap
- Pål Svenre – piano
- Mattias Torell – gitarr
- Erik Häusler – saxofon
- Jon Rekdal – trumpet
- Fläskkvartetten

## Listplaceringar
| Lista (1990) | Topplacering |
| ------------ | ------------ |
| Sverige      | 3            |

### Fotnoter
1. ↑  Information i Svensk mediedatabas.
2. ↑  Sonic #69, sommaren 2013
3. ↑  Listplacering